# 热拉尔德·范德肯普
热拉尔德·范德肯普（法語：Gérald Auffret Van der Kemp；1912年5月5日—2001年12月28日），是法国凡尔赛宫的策展人。

## 作品
- 《Versailles: Palace of the Sun King》（1967年）
- 《The Gardens at Giverny: A View of Monet's World》（1983年）